# Pusztavám
Pusztavám is een plaats (község) en gemeente in het Hongaarse comitaat Fejér. Pusztavám telt 2546 inwoners (2001).